# Brinkley (Nottinghamshire)
Brinkley – osada w Anglii, w hrabstwie Nottinghamshire, w dystrykcie Newark and Sherwood. Leży 19 km na północny wschód od miasta Nottingham i 181 km na północ od Londynu.